# Anthony Edwards
Anthony Charles Edwards (Santa Bárbara, California, 19 de julio de 1962) es un actor y director de televisión estadounidense. 
Conocido por su papel de Dr. Mark Greene en las primeras ocho temporadas de la serie ER (Urgencias), por el cual recibió un Premios Globo de Oro y seis Premios del Sindicato de Actores, y fue nominado para cuatro Premios Primetime Emmy consecutivos.
Entre sus actuaciones destaca el papel de Goose en la película Top Gun (1986). 

## Biografía

### Primeros años
Edwards nació en Santa Bárbara, California. Sus padres son Erika Planck, una artista, y Peter Edwards, un arquitecto. Tiene dos hermanos mayores, Jeffrey y Peter Ross, y dos hermanas también mayores, Annamaria y Heidi. Edwards fue animado por sus padres para que siguiera su interés por la actuación. Estudió interpretación en la Universidad del Sur de California, aunque la dejó antes de graduarse cuando le ofrecieron trabajos.

### Vida privada
Luego de conocerse en el set de "Pet Sematary 2", se casó en 1994 con la maquilladora Jeanine Lobell. Durante ese año, Lobell fundó la línea de cosméticos Stila, que en 1999 la vendió a Estee Lauder. El matrimonio tuvo un hijo y tres hijas. 

Al finalizar su contrato con ER, Edwards y su familia se mudaron a la ciudad de Nueva York.
Edwards es presidente de Shoe4Africa, una organización sin fines de lucro que dona zapatos a atletas kenianos y tiene como objetivo construir el hospital infantil público más grande de África. Corrió en el maratón de New York el 1 de noviembre de 2009 para recaudar fondos para Shoe4Africa.
Desde su adolescencia, Edwards ha sido un amigo cercano del ilustrador de libros Steven Kellogg. En 2011 donó $ 350,000 lo que hizo posible que el trabajo de Kellogg de más de 2700 ilustraciones fuera donado al Museo de Arte Internacional Mazza de Picture Books.
Es piloto privado de aeroplanos desde 2012.
En 2014 se separó de Jeanine Lobell, su divorcio se oficializó en 2015. 
El 10 de noviembre de 2017, escribió un ensayo en Medium donde afirmaba que el guionista y productor Gary Goddard se hizo amigo suyo para luego agredirlo sexualmente a él y a varios de sus amigos desde los 12 años. Se puede leer la nota completa en (Inglés).
En una entrevista publicada por Esquire el 11 de febrero de 2022, Anthony reveló que se casó en secreto con su entonces pareja, la actriz Mare Winningham. Ambos eran amigos cercanos desde que se conocieron en 1984 y compartieron protagónico en la película "Miracle Mile" de 1986. También tuvieron la oportunidad de coincidir en 4 capítulos de la temporada 5 de ER, donde ella fue actriz invitada.

La boda ocurrió a finales de 2021 y la ceremonia fue oficiada por un viejo amigo de la pareja.

## Carrera cinematográfica
Su primera aparición en televisión fue en 1983 en la película High School U.S.A. junto a Michael J. Fox.
Tuvo un pequeño papel en la película de 1982 Fast Times at Ridgemont High, acreditado como "stoner Bud". Edwards obtuvo su primer papel protagonista en la taquillera comedia de 1984, Revenge of the Nerds, como Gilbert Lowell. Pero fue su papel de teniente Nick "Goose" Bradshaw junto a Tom Cruise en la producción de 1986, Top Gun, la que le trajo su reconocimiento para el gran público, así como el papel de enfermo terminal en Hawks junto a Timothy Dalton. 
Sin embargo, su papel más conocido hasta la fecha es el del Dr. Mark Greene en la veterana serie de televisión, ER. Según se dice, ha ganado 35 millones de dólares durante tres de sus ocho temporadas en ER. Su salario en la serie le ha hecho uno de los actores mejores pagados en la historia de la televisión. Anthony Edwards y su antiguo coprotagonista George Clooney, fueron los que sugirieron hacer un episodio de ER en directo. El primer episodio de la cuarta temporada, "Ambush", se interpretó en directo dos veces, una para la costa este y otra para la oeste.
En 2007, Edwards apareció en la película de David Fincher, Zodiac, basada en el Asesino del Zodiaco (Zodiac Killer), el conocido asesino en serie que aterrorizó San Francisco en los años 1960 y '70.

## Filmografía completa

### Cine
| Cine | Cine                                       | Cine                                           |      |            |              |
| Año  | Título original                            | Rol                                            |      |            |              |
| ---- | ------------------------------------------ | ---------------------------------------------- | ---- | ---------- | ------------ |
| Año  | Título original                            | Rol                                            | 1973 | Bag Zapper | Niño de Kono |
| 1982 | Fast Times at Ridgemont High               | Chico fumón                                    |      |            |              |
| 1983 | Heart Like a Wheel                         | John Muldowney                                 |      |            |              |
| 1983 | High School U.S.A.                         | Bo Middleton                                   |      |            |              |
| 1984 | Revenge of the Nerds                       | Gilbert Lowe                                   |      |            |              |
| 1985 | Gotcha!                                    | Jonathan Moore                                 |      |            |              |
| 1985 | The Sure Thing                             | Lance                                          |      |            |              |
| 1985 | Going for the Gold                         | Bill Johnson                                   |      |            |              |
| 1986 | Top Gun                                    | Nick "Goose" Bradshaw                          |      |            |              |
| 1987 | Summer Heat                                | Aaron                                          |      |            |              |
| 1987 | Revenge of the Nerds II: Nerds in Paradise | Gilbert Lowe                                   |      |            |              |
| 1988 | Hawks                                      | Deckermensky, 'Decker'                         |      |            |              |
| 1988 | 70 minutos para huir                       | Harry Washello                                 |      |            |              |
| 1988 | Mr. North                                  | Theophilus North                               |      |            |              |
| 1989 | How I Got Into College                     | Kip Hammett                                    |      |            |              |
| 1990 | Downtown                                   | Alex Kearney                                   |      |            |              |
| 1992 | Pet Sematary Two                           | Chase Matthews                                 |      |            |              |
| 1992 | Delta Heat                                 | Mike Bishop                                    |      |            |              |
| 1992 | Landslide                                  | Bob Boyd                                       |      |            |              |
| 1993 | Sexual Healing                             | David                                          |      |            |              |
| 1994 | The Client                                 | Clint Von Hooser                               |      |            |              |
| 1994 | Charlie's Ghost Story                      | Dave                                           |      |            |              |
| 1998 | Good Night, Gorilla                        | Cuidador del zoológico (Voz)                   |      |            |              |
| 1998 | Playing by Heart                           | Roger                                          |      |            |              |
| 1999 | Don't Go Breaking My Heart                 | Tony Dorfman                                   |      |            |              |
| 2000 | The Island of the Skog                     | Narrador                                       |      |            |              |
| 2001 | Jackpot                                    | Tracy                                          |      |            |              |
| 2003 | Northfork                                  | Happy                                          |      |            |              |
| 2004 | Thunderbirds                               | Ray "Brains" Hackenbacker                      |      |            |              |
| 2004 | The Forgotten                              | Jim Paretta                                    |      |            |              |
| 2007 | Zodiac                                     | Inspector William Armstrong                    |      |            |              |
| 2009 | Motherhood                                 | Avery Welsh                                    |      |            |              |
| 2010 | Flipped                                    | Steven Loski                                   |      |            |              |
| 2012 | Big Sur                                    | Lawrence Ferlinghetti                          |      |            |              |
| 2013 | Planes                                     | Echo (Voz)                                     |      |            |              |
| 2015 | Experimenter                               | Miller                                         |      |            |              |
| 2015 | Consumed                                   | Jacob                                          |      |            |              |
| 2022 | Top Gun: Maverick                          | Nick "Goose" Bradshaw (Archivos y fotografías) |      |            |              |

### Series
| Series              | Series                                     | Series                | Series                      |      |                              |                   |              |
| Año                 | Título original                            | Rol                   | Notas                       |      |                              |                   |              |
| ------------------- | ------------------------------------------ | --------------------- | --------------------------- | ---- | ---------------------------- | ----------------- | ------------ |
| Año                 | Título original                            | Rol                   | Notas                       | 1981 | The Killing of Randy Webster | Tommy Lee Swanson | Film para TV |
| 1982                | Walking Tall                               | Robbie                | Episodio: "The Fire Within" |      |                              |                   |              |
| 1982                | Police Squad!                              | Paciente dental       | 1 episodio                  |      |                              |                   |              |
| 1982-1983           | It Takes Two                               | Andy Quinn            | 22 episodios                |      |                              |                   |              |
| 1983                | High School U.S.A.                         | Beau Middleton        | Film para TV                |      |                              |                   |              |
| 1983                | For Love and Honor                         | Michelson             | 1 episodio                  |      |                              |                   |              |
| 1984                | Call to Glory                              | Billy                 | Film para TV                |      |                              |                   |              |
| 1985                | Going for the Gold: The Bill Johnson Story | Bill Johnson          | Film para TV                |      |                              |                   |              |
| 1990                | El Diablo                                  | Billy Ray Smith       | Film para TV                |      |                              |                   |              |
| 1990                | Hometown Boy Makes Good                    | Boyd Geary            | Film para TV                |      |                              |                   |              |
| 1991                | The General Motors Playwrights Theater     | Josh                  | 1 episodio                  |      |                              |                   |              |
| 1992-1993           | Northern Exposure                          | Mike Monroe           | 10 episodios                |      |                              |                   |              |
| 1994-2002 y en 2008 | ER                                         | Dr. Mark Greene       | 181 episodios               |      |                              |                   |              |
| 1995                | Saturday Night Live                        | Anfitrión             | 1 episodio                  |      |                              |                   |              |
| 1996                | In Cold Blood                              | Dick Hickock          | 2 episodios                 |      |                              |                   |              |
| 2001                | Cursed                                     | Ricky                 | 1 episodio                  |      |                              |                   |              |
| 2001                | Frasier                                    | Tom                   | 1 episodio                  |      |                              |                   |              |
| 2013                | Zero Hour                                  | Hank Galliston        | 13 episodios                |      |                              |                   |              |
| 2015                | Girls                                      | Melvin Shapiro        | 1 episodio                  |      |                              |                   |              |
| 2015                | Blue Bloods                                | Owen Cairo            | 1 episodio                  |      |                              |                   |              |
| 2016                | Billions                                   | Judge Whit Wilcox     | 2 episodios                 |      |                              |                   |              |
| 2016                | Law & Order: Special Victims Unit          | Patrick Griffin       | 1 episodio                  |      |                              |                   |              |
| 2016                | Drunk History                              | Giles Allen           | 1 episodio                  |      |                              |                   |              |
| 2017                | Law & Order True Crime                     | Juez Stanley Weisberg | 6 episodios                 |      |                              |                   |              |
| 2019                | Designated Survivor                        | Mars Harper           | Recurrente                  |      |                              |                   |              |
| 2022                | Inventing Anna                             | Alan Reed             | 1 episodio                  |      |                              |                   |              |
| 2022                | Tales of the Walking Dead                  | Dr.Everett            | 1 episodio                  |      |                              |                   |              |